# Discosura letitiae
El rabudito cobrizo o coqueta cobriza (Discosura letitiae) es una especie de ave apodiforme de la familia Trochilidae (los colibríes), perteneciente al género Discosura. 
Se le conoce apenas a partir de dos especímenes macho sin localidad definida recolectados antes de 1852 y etiquetados «Bolivia», como en la época la proveniencia de los especímenes no era confiable, podría provenir de cualquier lugar. Se desconocen su hábitat y comportamiento. Su validad ha sido cuestionada y se ha sugerido que podría ser un híbrido o una variante de Discosura longicaudus. Sin embargo estudios recientes confirmaron su validad.

## Estado de conservación
El rabudito cobrizo ha sido calificado como «datos insuficientes» debido a la incerteza sobre su proveniencia por lo que sería posible que la especie todavía exista sin ser detectada en algún lugar. La otra opción sería que esté extinta.

## Sistemática

### Descripción original
La especie D. letitiae fue descrita por primera vez por los ornitólogo franceses Jules Bourcier & Étienne Mulsant en 1852 bajo el nombre científico Trochilus letitiae; su localidad tipo es: «Bolivia».

### Etimología
El nombre genérico femenino «Discosura» se compone de las palabras del griego «diskos» que significa ‘plato, disco’, y «oura» que significa ‘cola’; y el nombre de la especie «letitiae», conmemora a Laetitia del Gallo (n. 1850), nieta de Charles Lucien Bonaparte.

### Taxonomía
La presente especie junto a otras tres del actual género estuvieron por mucho tiempo colocadas en el género Popelairia, pero clasificaciones más recientes optaron por incluir a todas en Discosura. Otros autores argumentan que todas las especies deberían ser incluidas en Lophornis, dada la similitud entre las especies de los dos géneros, con excepción de las altamente modificadas plumas de la cola de los machos.